# Letnie Mistrzostwa Estonii w Skokach Narciarskich 2018
Letnie Mistrzostwa Estonii w Skokach Narciarskich 2018 – zawody mistrzostw Estonii, mające na celu wyłonić najlepszych zawodników kraju na igelicie. Odbyły się one 8 września 2018 roku na skoczni normalnej Tehvandi ulokowanej w Otepää.
Wśród pań mistrzynią została Annemarii Bendi, której to udało się obronić tytuł sprzed roku. Drugie miejsce gorsza o ponad pięćdziesiąt punktów zajęła Triinu Hausenberg. Brązowy medal otrzymała sklasyfikowana jednocześnie na trzecim i ostatnim miejscu Carena Roomets, której nota łączna wyniosła w sumie zaledwie 7,5 punktu.
Mistrzostwo w kategorii mężczyzn zdobył Kevin Maltsev. Srebro zdobył Kristjan Ilves ze stratą wynoszącą ponad dwanaście punktów. Trzecie miejsce w zawodach zajął Ivo-Niklas Hermanson. Obrońca tytułu sprzed roku Artti Aigro nie pojawił się na liście startowej zawodów. W konkursie wystartowało czternastu zawodników.
W konkursie drużynowym wzięło udział pięć ekip, które składały się z trzech zawodników. Najlepszą z nich była drużyna Elva SK w składzie Andreas i Kristjan Ilves oraz Kevin Maltsev. Na drugim stopniu podium stanęli zawodnicy drużyny Nõmme SK. Trzecie miejsce zajęła drużyna Põhjakotkas Otepää. Ostatnie miejsce zajęła drużyna Võru SK w całości reprezentowana przez kobiety.

## Wyniki

### Mężczyźni – 8 września 2018 – HS100
| Msc.  | Zawodnik             | Klub      | I seria | II seria | Punkty |
| ----- | -------------------- | --------- | ------- | -------- | ------ |
| 1.    | Kevin Maltsev        | Elva SK   | 95,0 m  | 99,5 m   | 255,0  |
| 2.    | Kristjan Ilves       | Elva SK   | 92,0 m  | 95,0 m   | 242,5  |
| 3.    | Ivo-Niklas Hermanson | Nõmme SK  | 87,0 m  | 92,0 m   | 221,5  |
| 4.    | Markkus Alter        | Otepää SK | 82,0 m  | 90,5 m   | 207,0  |
| 4.    | Martti Nõmme         | Võru SK   | 84,5 m  | 88,0 m   | 207,0  |
| 6.    | Robert Lee           | Nõmme SK  | 81,5 m  | 84,0 m   | 190,5  |
| 7.    | Taavi Pappel         | Nõmme SK  | 83,0 m  | 84,0 m   | 188,5  |
| 8.    | Karl-August Tiirmaa  | Otepää SK | 83,5 m  | 83,0 m   | 188,0  |
| 9.    | Andreas Ilves        | Elva SK   | 83,5 m  | 81,0 m   | 185,0  |
| 10.   | Risto Raudberg       | Elva SK   | 77,0 m  | 76,0 m   | 160,0  |
| . . . |                      |           |         |          |        |

### Kobiety – 8 września 2018 – HS100
| Msc. | Zawodniczka       | Klub    | I seria | II seria | Punkty |
| ---- | ----------------- | ------- | ------- | -------- | ------ |
| 1.   | Annemarii Bendi   | Võru SK | 80,0 m  | 81,0 m   | 180,5  |
| 2.   | Triinu Hausenberg | Võru SK | 68,5 m  | 69,5 m   | 124,0  |
| 3.   | Carena Roomets    | Võru SK | 43,0 m  | 43,0 m   | 7,5    |

### Drużynowy – 8 września 2018 – HS100
| Miejsce | Klub             | Zawodnik             | Nota  | Punkty |
| ------- | ---------------- | -------------------- | ----- | ------ |
| 1.      | Elva SK          | Andreas Ilves        | 181,0 | 616,0  |
| 1.      | Elva SK          | Kristjan Ilves       | 229,0 | 616,0  |
| 1.      | Elva SK          | Kevin Maltsev        | 206,0 | 616,0  |
| 2.      | Nõmme SK         | Ivo-Niklas Hermanson | 187,0 | 565,0  |
| 2.      | Nõmme SK         | Taavi Pappel         | 191,5 | 565,0  |
| 2.      | Nõmme SK         | Robert Lee           | 186,5 | 565,0  |
| 3.      | Otepää SK        | Hanno-Henri Reidolf  | 100,5 | 518,5  |
| 3.      | Otepää SK        | Markkus Alter        | 215,0 | 518,5  |
| 3.      | Otepää SK        | Karl-August Tiirmaa  | 203,0 | 518,5  |
| 4.      | Drużyna mieszana | Karel Rammo          | 126,5 | 399,5  |
| 4.      | Drużyna mieszana | Markus Kägu          | 119,5 | 399,5  |
| 4.      | Drużyna mieszana | Risto Raudberg       | 153,5 | 399,5  |
| 5.      | Võru SK          | Carena Roomets       | 11,0  | 326,0  |
| 5.      | Võru SK          | Triinu Hausenberg    | 147,5 | 326,0  |
| 5.      | Võru SK          | Annemarii Bendi      | 167,5 | 326,0  |